# غيرترود مكوي
غيرترود مكوي (بالإنجليزية: Gertrude McCoy)‏ هي ممثلة أمريكية، ولدت في 30 يونيو 1890 في Sugar Valley, Georgia ‏ في الولايات المتحدة، وتوفيت في 17 يوليو 1967 في أتلانتا في الولايات المتحدة.

## وصلات خارجية
- غيرترود مكوي على موقع IMDb (الإنجليزية)
- غيرترود مكوي على موقع ألو سيني (الفرنسية)
- غيرترود مكوي على موقع أول موفي (الإنجليزية)
- غيرترود مكوي على موقع قاعدة بيانات الأفلام السويدية (السويدية)
- غيرترود مكوي على موقع قاعدة بيانات الفيلم (الإنجليزية)
- غيرترود مكوي على موقع كينوبويسك (الروسية)